# Estadio Mendizorrotza
Das Estadio Mendizorrotza ist das städtische Fußballstadion der nordspanischen Stadt Vitoria-Gasteiz, Provinz Álava, in der autonomen Gemeinschaft Baskenland. Es ist die Spielstätte des Fußballclubs Deportivo Alavés und bietet auf den Rängen momentan 19.840 Plätze.

## Geschichte
Die am 27. April 1924 eingeweihte Sportstätte ist Schauplatz der Heimspiele von Deportivo Alavés. Zur Eröffnung trafen Deportivo Alavés und der SD Deusto aufeinander. Die Tribünen sind alle überdacht. Die Sitze sind blockweise in Blau und Weiß, den Vereinsfarben von Alavés, gehalten. Das Stadion ist am Paseo Cervantes von Vitoria-Gasteiz gelegen. Neben dem Fußballstadion liegt ein Hallenbad sowie das alte wie das neue Freibad. In der näheren Umgebung liegen weitere Einrichtungen wie z. B. eine Leichtathletikanlage, mehrere Tennis- und Basketballplätze oder ein Kinderspielplatz.
Im Dezember 2016 veröffentlichte der Club Pläne für die Renovierung und Erweiterung des Estadio Mendizorrotza. In den nächsten Jahren soll die Spielstätte von 1924 umfangreich modernisiert und das Platzangebot auf 32.000 gesteigert werden. Zukünftig sollen auch Konzerte und andere Veranstaltungen im Stadion stattfinden. Der Umbau für 50 Mio. Euro soll von 2017 bis 2021 absolviert werden.